# Clan Toyotomi
El clan Toyotomi (豊臣氏 Toyotomi-uji?) fue una familia japonesa de origen humilde y vida breve, pero que tuvo gran influencia durante el período Azuchi-Momoyama de la historia de Japón.
El clan fue oficialmente fundado en 1596 cuando Hashiba Hideyoshi, que aun siendo miembro de una familia samurái de orígenes campesinos se había hecho uno de los más fieles generales de Oda Nobunaga, recibió el apellido Toyotomi del Emperador. Hideyoshi había intentado conseguir el título de shōgun, lo que le fue impedido a causa de su humildes orígenes, pero le había sido concedido en cambio el cargo de kampaku (regente imperial) en 1585; abdicó este encargo en 1591 en su sobrino Miyoshi Nobuyoshi, que siguiendo su subida había cambiado nombre antes en Hashiba Hidetsugu y luego en Toyotomi Hidetsugu.
El clan perdió su poder y extinguió su línea masculina con la derrota de Toyotomi Hideyori, hijo y heredero de Hideyoshi, en 1615, durante el asedio de Ōsaka.

## Árbol genealógico
- Kinoshita Yaemon y Ōmandokoro
  - Nisshū
    - Toyotomi Hidetsugu (luego adoptado por Hideyoshi)
    - Toyotomi Hidekatsu (luego adoptado por Hideyoshi)
    - Toyotomi Hideyasu

  - Toyotomi Hideyoshi
    - Toyotomi Tsurumatsu (muerto cuando sólo tenía 3 años)
    - Toyotomi Hideyori
      - Toyotomi Kunimatsu (ejecutado tras la derrota de su padre)
      - Nāhime (después la derrota de su padre entró en el convento con el nombre de Tenshūni)

  - Toyotomi Hidenaga
  - Asahihime